# Tikagrelor
Ticagrelor (Brilinta, Brilique, Possia) je antitrombotik koji proizvodi kompanija AstraZeneca. Evropska komisija je odobrila ovaj lek za upotrebu u Evropskoj uniji 3. decembra 2010. FDA je odobrila ovaj lek 20. jula 2011.

## Indikcije
Ticagrelor se koristi za sprečavanje trombotičkih pojava (na primer nakon moždanog udara ili srćanog udara) kod pacijenata sa akutnim koronarnim sindromom ili miokardijalnom infarkcijom sa ST elevacijom. Ova lek se koristi kombinaciji sa acetilsalicilnom kiselinom ukoliko ona nije kontraindicirana. Lečenje akutnog koronarnog sindroma sa tikagrelorom u poređenju sa klopidogrelom znatno redukuje nivo rizika od smrtnog slučaja.

## Spoljašnje veze
|  | Molimo Vas, obratite pažnju na važno upozorenje u vezi sa temama iz oblasti medicine (zdravlja). |